# Johan Haartman (läkare)
Johan Johansson Haartman, född 19 september 1725 i Pemar, död 29 december 1787 i Åbo, var en finländsk läkare och en av Linnés lärjungar. 

## Biografi

### Studier och karriär
Under sin studietid i Åbo måste Haartman 1742 med mor och syskon fly undan för ryssarna till Sverige, där han antogs till apotekarelärling i Stockholm. År 1748 återvände han till Åbo i avsikt att anlägga ett apotek där, men i brist på medel återreste han på biskop Johan Browallius tillstyrkan följande år till Uppsala och ägnade sig åt medicinen. På Linnés rekommendation fick han 1752 följa med riksrådet greve Carl Gustaf Tessin på en resa genom en del av Sverige. År 1754 promoverades han till medicine doktor och utnämndes samma år till provinsialläkare i Åbo och 1759 till lasarettsläkare där, blev 1764 medicine adjunkt och året därefter medicine professor vid universitetet i samma stad.
Haartman blev 1765 ledamot av Vetenskapsakademien.

### Verksamhet
Såsom provinsialläkare reste han flitigt omkring i sitt vidsträckta distrikt för att meddela råd och hjälp åt befolkningen. Den förmögenhet han som akademisk lärare förvärvat använde han till medellösa studenters understöd och vetenskapens förkovran. Sålunda inrättade han nästan ensamt av egna tillgångar två adjunktssysslor och två professurer vid Åbo högskola, till vilken han för övrigt skänkte sin ansenliga växtsamling. Av sitt arbete Underrättelse om de mest gångbara sjukdomars igenkännande och botande genom lätta och enfaldiga husmedel (1759) utdelade han nästan hela andra upplagan till ledning åt lantbefolkningen i Finland. Hans övriga arbeten återfinns i den tidens lärda periodiska skrifter.

## Familj
Johan Haartman var son till kyrkoherden och teologie professorn i Åbo Johan Haartman och Maria Sundenius. Han gifte sig 1764 med Johanna Elisabet Nylander, som var dotter till biskopen Johan Nylander.